# Еміль Гасслер
Еміль Гасслер (нім. Emil Hassler або нім. Émile Hassler, або нім. Emilio Hassler; 20 червня 1864 — 4 листопада 1937) — швейцарський ботанік, лікар, хірург та етнограф.

## Біографія
Еміль Гасслер народився у місті Аарау 20 червня 1864 року.  
Гасслер проводив медичні дослідження у Франції та у Ріо-де-Жанейро.
Еміль Гасслер розпочав свою наукову діяльність у Південній Америці та незабаром після цього почав збирати свою етнографічну колекцію. 
Гасслер працював у кількох бразильських лікарнях, відкрив медичні установи під час війни між Парагваєм та Болівією, заснував свій власний науковий інститут та провів кілька пошукових експедицій у джунглях Мату-Гросу у Бразилії та внутрішніх парагвайських районах.
Він зробив значний внесок у ботаніку, описавши багато видів рослин.
Еміль Гасслер помер у місті Асунсьйон 4 листопада 1937 року. 

## Наукова діяльність
Еміль Гасслер спеціалізувався на папоротеподібних та на насіннєвих рослинах.   